# Thylamys macrurus
Thylamys macrurus är en pungdjursart som först beskrevs av Ignaz von Olfers 1818. Thylamys macrurus ingår i släktet Thylamys och familjen pungråttor. IUCN kategoriserar arten globalt som nära hotad. Inga underarter finns listade.

## Utseende
Arten når en kroppslängd (huvud och bål) av 10,6 till 14,5 cm samt en svanslängd av 13 till 15,4 cm. Bakfötterna är 1,6 till 1,9 cm långa (ifall klor medräknas till 2,1 cm) och öronen är med en längd av 1,9 till 2,7 cm påfallande stora. Med en genomsnittlig vikt av 41 g är honor lättare än hannar som väger omkring 52,4 g. Den korta och mjuka pälsen på ovansidan är gråbrun med eller utan rödaktig skugga vid axlarna. På undersidan förekommer krämfärgad till vit päls. Ett mörkare område mellan hjässan och nosen är synlig som en mörk strimma. Framför de stora ögonen förekommer en smal svart fläck. De gråbruna öronen med röd skugga är i princip nakna. Svansen är bara nära bålen täckt med hår. Den kan användas som gripverktyg. Färgen är i främre delen gråbrun och svansspetsen är vit.
Thylamys macrurus har på varje sida i överkäken 5 framtänder, 1 hörntand, 3 premolarer och 4 molarer. I underkäken finns per sida 4 framtänder. Alltså ingår 50 tänder i hela uppsättningen.

## Utbredning
Pungdjuret förekommer i östra Paraguay och angränsande delar av Brasilien. Arten vistas där i fuktiga skogar och i gräsmarker.

## Ekologi
Födan utgörs av insekter och små ryggradsdjur. Troligen ingår även växtdelar i födan. Exemplar i fångenskap matades framgångsrik med skinka och pumpafrön.
Parningen sker vid slutet av den torra perioden och ungarna föds i början av regntiden när mattillgången är störst. Individerna går på marken och klättrar i växtligheten.